# ダンガ・シティ・モール駅
ダンガ・シティ・モール駅 （ダンガ・シティ・モールえき、マレー語:Danga City Mall Railway Halt）は、マレーシアのジョホール州ジョホール・バルにある、マレー鉄道ウエスト・コースト線の駅である。

## 概要
ショッピング・モール ダンガ・シティ・モール (Danga City Mall) の裏に位置し、建物に直結している。
KTMインターシティの一部の列車が停車する。シンガポールからの「シャトル・トレイン」という名で案内されているが、すべて通常の定期列車である。
このショッピング・モールは以前ベスト・ワールド・プラザ (Best World Plaza) という名で1996年に新築・開業。その際にベスト・ワールド・プラザ駅 (Best World Plaza Railway Halt) が設置されたが、1998年に不況でモールが閉店した後にホームは撤去された。ただし、ホームへの連絡階段は撤去されず、ダンガ・シティ・モール駅設置に際し再利用された。

## 歴史
- 2008年8月31日 - ダンガ・シティ・モール開業。
- 2009年1月5日 - 駅開業。

## 駅構造
単式ホーム1面1線をもつ地上駅である。ホームは西方にあり、客車2両分程度の長さであるが全体が屋根で覆われている。
駅舎は無く、ホームからダンガ・シティ・モールの2階・地上階と連絡階段・通路で結ばれている。モール2階に乗車券売場と乗降口がある。

## 駅周辺
ダンガ・シティ・モール